# País transcontinental
Um país transcontinental é um Estado nacional que pertence a mais de um continente. As definições usadas podem variar de acordo com o critério utilizado (se puramente geográfico, político, econômico ou cultural). O melhor exemplo é provavelmente a Rússia, cujo centro histórico e econômico, bem como a maioria de sua população (75%) estão na Europa, mas cujo território é maioritariamente asiático.
Segundo critérios mais estritos, um país transcontinental é um estado cujo território contíguo se estende por mais do que um continente, ou, no caso de ser um estado insular, o arquipélago está normalmente dividido por mais do que um continente, mas as partes do território não contíguas não devem ser consideradas, por exemplo, partes integrantes distantes, possessões ultramarinas, dependências, colónias e casos semelhantes, como os casos da Guiana Francesa, Guadalupe, Martinica, St. Martin, Curaçao, Aruba, Sint Maarten, Bonaire, Havaí, Ilhas Virgens Britânicas, Anguilla, Montserrat, Bermudas, Ilhas Cayman, Ilhas Turcas e Caicos, Ilhas Malvinas, Santa Helena, Ascensão e Tristão da Cunha, Território Britânico do Oceano Índico, Socotorá, Ceuta e Melilha, Gibraltar, Guam, Ilhas Marianas do Norte, Ilha Reunião, Mayotte, Wallis e Futuna, Polinésia Francesa, Nova Caledônia, Samoa Americana, Groelândia, entre outros. Assim como também não são considerados reivindicações territoriais na Antártida.

## A Europa e a Ásia

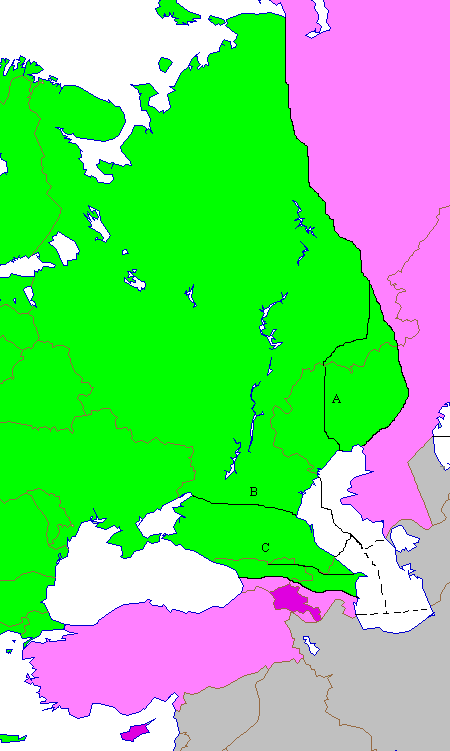
Verde: Europa; magenta/cinza: Ásia; A/B/C - outras definições

As fronteiras da Europa são tanto geográficas quanto político-sociais. Muitos geólogos e geógrafos convergem ao dizer que a Europa e a Ásia compartilham muitas características geográficas, ao ponto de muitas vezes serem tratadas como um único continente, a Eurásia. A Europa, todavia, é uma entidade geográfica distinta, sendo uma espécie de enorme península da Ásia.
A fronteira oriental da Europa é controversa desde a Antiguidade. No mundo contemporâneo, é consenso considerar que a Europa termina no Mar Egeu, no Mar Negro e então nos Montes Urais, contudo as duas linhas divisórias entre estes três limites não são exatas. O limite dos  Montes Urais ao Mar Negro, por exemplo, foi traçado de formas distintas por diferentes autoridades ao longo do tempo.
Várias autoridades no campo da Geografia (como a National Geographic Society) sustentam que a fronteira Europa-Ásia segue a bacia hidrográfica dos Montes Urais, desde o Mar de Kara na Rússia até a nascente do Rio Ural, e daí acompanhando este curso de água até o Mar Cáspio, a bacia hidrográfica do Cáucaso e o Mar Negro.
Nesta definição, a Europa inclui todos os Montes Urais e o Grande Cáucaso, enquanto o Pequeno Cáucaso está localizado inteiramente na Ásia. A Rússia e o Cazaquistão têm partes europeias (ao oeste) e asiáticas (ao leste). A cidade turca de Istambul situa-se tanto na Europa como na Ásia, sendo, portanto, uma cidade transcontinental. A capital da Geórgia, Tiblíssi, também se localiza exatamente na fronteira dos dois continentes seguindo esta definição, enquanto que a cidade de Rustavi (a sudeste) e a capital do Azerbaijão, Baku, estão ambas na Europa. Usando esta mesma definição, as repúblicas georgianas da Ossétia do Sul e Abecásia situam-se inteiramente na Europa, mas o exclave azeri de Naquichevão está totalmente na Ásia.
- A linha A no seguinte mapa segue os picos dos Urais e depois o rio Ural (algumas fontes não-geográficas preferem estabelecer que a fronteira do Cazaquistão como limite entre os dois continentes, embora apenas um acidente geográfico possa ser considerado uma fronteira entre dois continentes e nunca um limite artificial, como a fronteira política de um país).
- A linha B passa através da depressão de Kuma-Manych; isto excluiria da Europa não somente o Cáucaso, mas também regiões tradicionalmente europeias da Rússia como Krasnodar, que é seu porto no Mar Negro
- A linha C segue a bacia hidrográfica do Cáucaso

Dada a cultura e orientação política do Cazaquistão, este país raramente é tido como europeu, apesar da considerável porção de seu território na Europa (maior que toda a área de Portugal, Grã-Bretanha e a Áustria). As três nações do Cáucaso: Geórgia, Azerbaijão e Armênia, todavia, têm grande ligação político-social com a Europa. Esta última, é parte do Conselho da Europa desde 2001.

### Países na Ásia e na Europa

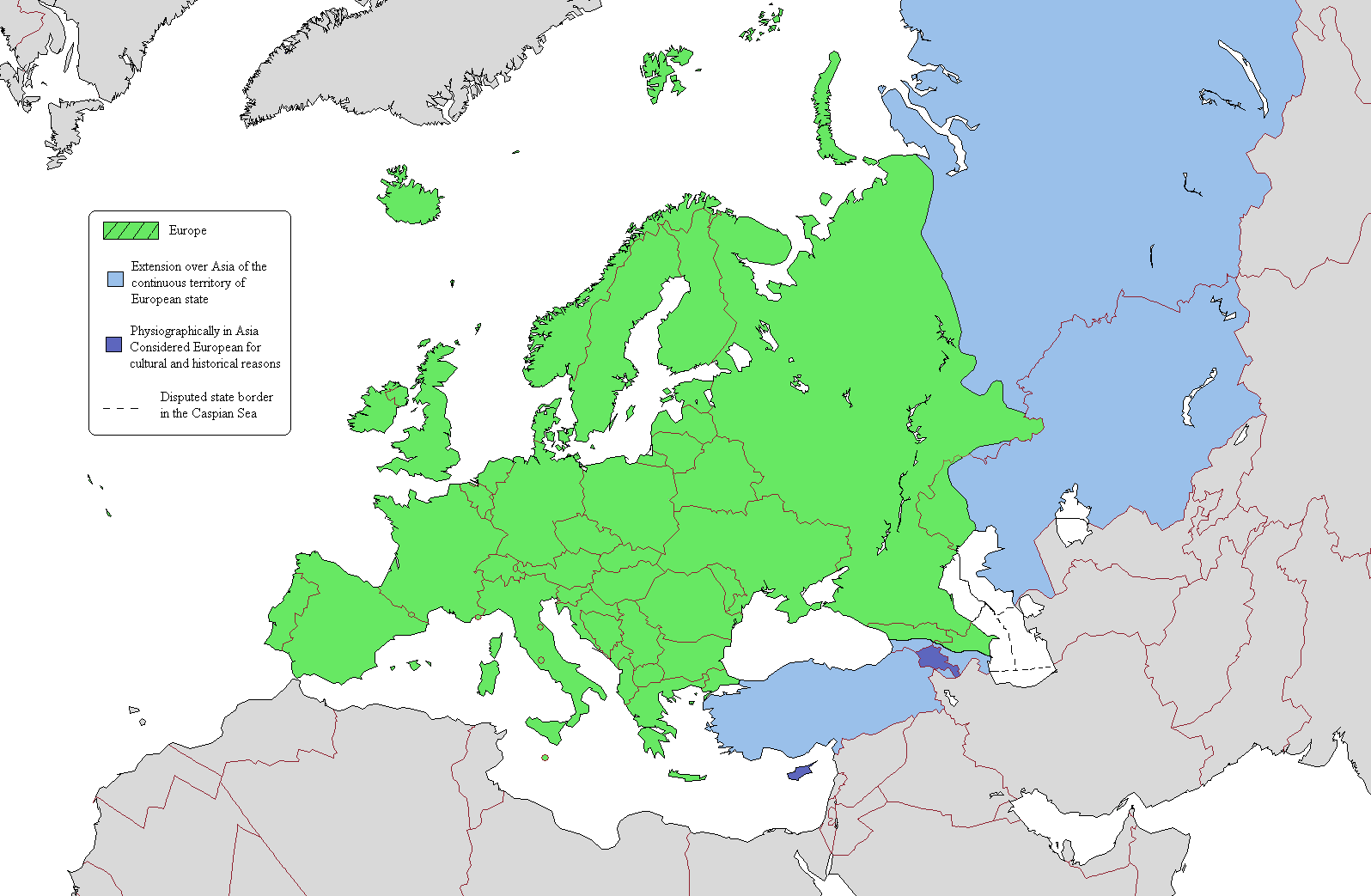
Fronteiras da Europa de acordo com a UE (critério de Copenhague)
verde: Europa
azul claro: extensão na Ásia de um país com territórios na Europa
azul escuro: geograficamente na Ásia, mas considerado Europa por razões culturais e históricas

- Azerbaijão  - de acordo com a maioria das definições - que consideram as montanhas do Cáucaso como a fronteira entre Europa e Ásia - este país tem uma pequena porção de seu território no extremo leste do continente europeu.
- Cazaquistão - tem uma relativamente pequena porção de seu território na Europa, formada pela área a oeste do rio Ural. Embora pequena face à área total do país, a sua porção europeia é praticamente equivalente ao território da Alemanha
- Rússia - a parte do território russo a oeste da cadeia montanhosa dos Urais e do rio Ural é considerada parte da Europa. A Rússia é o território mais extenso do mundo
- Turquia - tem uma porção relativamente pequena de seu território na Europa, mais precisamente na região da Trácia, fazendo fronteira com a Grécia e a Bulgária. A maior parte de seu território está na Ásia, na região da Anatólia. Istambul divide-se pelos dois continentes na parte sul do Bósforo.
- Armênia e Chipre são geograficamente asiáticos, mas são considerados parte da Europa por razões culturais e históricas.
- Geórgia - de acordo com a maioria das definições - que consideram as montanhas do Cáucaso como a fronteira entre Europa e Ásia - este país tem uma pequena porção de seu território no extremo leste do continente europeu.

### Estatísticas
| Estado      | Área total km² | Área na Ásia km² | Área na Ásia % do total | Área na Europa km² | Área na Europa % do total |
| Geórgia     | 69.700         | 20.460           | 29,35                   | 49.240             | 70,65                     |
| Azerbaijão  | 86.600         | 46.870           | 54,12                   | 39.730             | 45,88                     |
| Rússia      | 17.075.200     | 13.115.200       | 76,81                   | 3.960.000          | 23,19                     |
| Cazaquistão | 2.717.300      | 2.346.927        | 86,37                   | 370.373            | 13,63                     |
| Turquia     | 780.580        | 756.768          | 96,95                   | 23.812             | 3,05                      |
| Armênia     | 29.800         | 29.800           | 100                     | 0                  | 0                         |
| Chipre      | 9.250          | 9.250            | 100                     | 0                  | 0                         |

Os países estão ordenados de acordo com a proporção do seu território localizado na Europa.
Fonte: World Gazetteer, Statistics of administrative units, towns and cities 
| Estado      | População total | População na Ásia | População na Ásia % do total | População na Europa | População na Europa % do total |
| Rússia      | 143.780.000     | 37.742.857        | 26,25                        | 106.037.143         | 73,75                          |
| Geórgia     | 4.479.180       | 2.032.004         | 45,37                        | 2.447.176           | 54,63                          |
| Azerbaijão  | 8.327.618       | 4.129.127         | 49,58                        | 4.198.491           | 50,42                          |
| Turquia     | 68.900.000      | 57.855.068        | 83,97                        | 11.044.932 ¹        | 16,03 ¹                        |
| Cazaquistão | 14.757.767      | 13.472.593        | 91,29                        | 1.285.174           | 8,71                           |
| Armênia     | 3.326.448       | 3.326.448         | 100                          | 0                   | 0                              |
| Chipre      | 775.927         | 775.927           | 100                          | 0                   | 0                              |

1 Inclui os distritos da cidade de Istambul que se situam na Ásia.
Os países estão ordenados de acordo com a sua proporção de população em território europeu.
Fonte: World Gazetteer, Statistics of administrative units, towns and cities 

## África

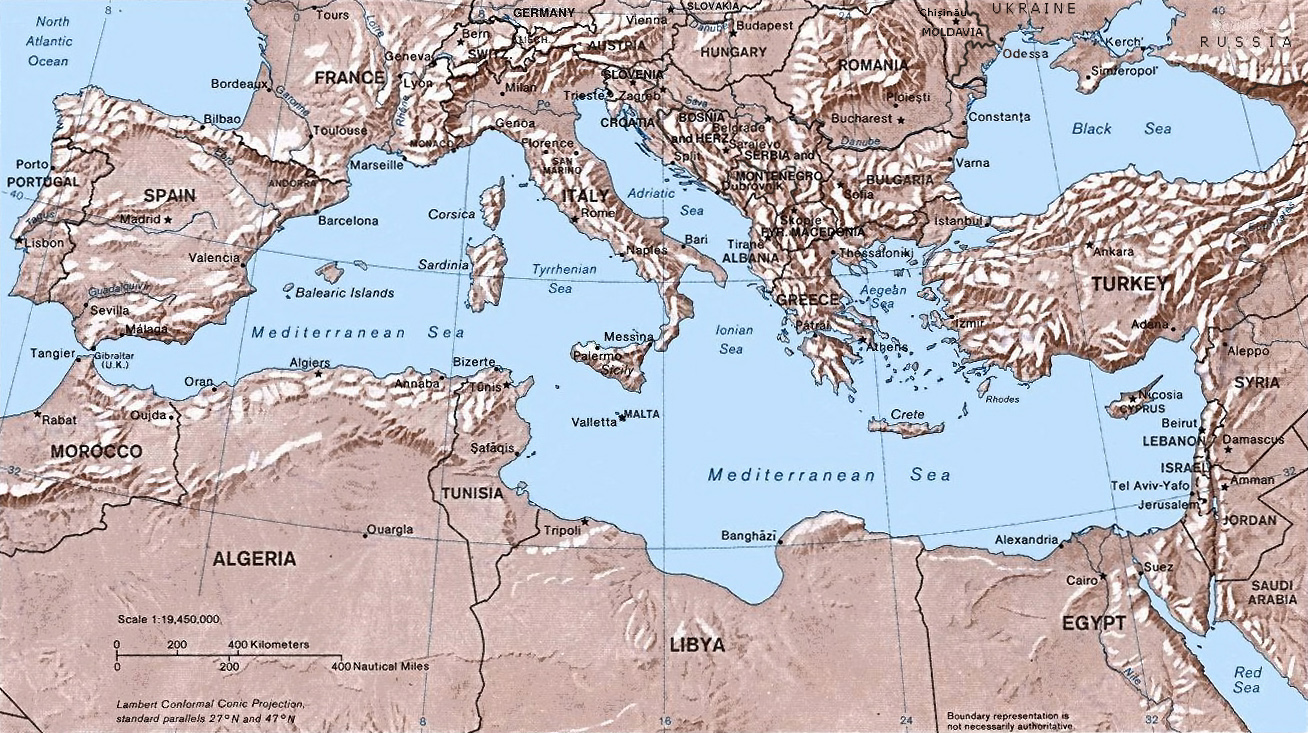
O Mar Mediterrâneo

As fronteiras geográficas naturais da África são o mar Mediterrâneo e o mar Vermelho. A fronteira este é dada pelo golfo de Suez ou pelo golfo de Aqaba. Em termos puramente geográficos, a fronteira da África poderia ser traçada ao longo da falha que corresponde ao vale do rio Jordão, o que até tornaria Israel um país africano. Todavia, a linha mais comum é a do istmo do Suez ao longo do Canal do Suez. Isto torna a península do Sinai geograficamente asiática, e o Egipto um país transcontinental. Mesmo assim, o Egipto é geralmente incluído como pertencente a África, visto que a maioria do seu território e da sua população em África estão.
As cidades autónomas espanholas de Melilha e Ceuta são dois enclaves fronteiriços no extremo norte de Marrocos, localizados na África, tornando a Espanha um país transcontinental - mais ainda se forem consideradas as Ilhas Canárias.

## O caso de Portugal
Portugal é um país geograficamente tricontinental, detendo territórios na Europa,  África e América do Norte. No entanto, é generalizado que é um país Europeu, pela Europa ser o continente em que tem quase toda a sua área e com o qual é administrativamente e culturalmente associado.

### Portugal Continental
Portugal Continental  é a região mais ocidental da Península Ibérica  e da Europa continental, a que pertence. Constitui a maioria do território português, sendo o seu centro administrativo, cultural e populacional. Devido a este facto o país e generalizadamente considerado Europeu.

### Regiões autónomas dos Açores e da Madeira
A Região Autónoma da Madeira  encontra-se na totalidade na África insular, estando assente na Placa Africana. É aqui que se encontra o ponto mais a sul de Portugal, no Ilhéu de Fora, nas Ilhas Selvagens.
A Região Autónoma dos Açores  encontra-se dividida entre a Europa insular e a América do Norte insular. Os grupos oriental (São Miguel e Santa Maria) e central (Terceira, Graciosa, Pico, Faial e São Jorge ) pertencem à Europa e à Placa Euroasiática e contém o ponto mais ocidental do continente, a Ponta dos Capelinhos, no Faial. O grupo ocidental (Flores e Corvo) pertence à América e à Placa Norte-Amercana  e contém o ponto mais ocidental de Portugal, o Ilhéu de Monchique, perto das Flores. Também contém na Ilha do Corvo um dos pontos mais orientais da América do Norte.

## As Américas
A fronteira entre a América Central e a América do Sul é definida de modo distinto, mas geralmente é colocada ao longo do Istmo do Panamá.  Uma linha de demarcação habitual é a que segue os limites de bacias hidrográficas nas Montanhas Darien ao longo da fronteira Colômbia-Panamá, onde o istmo encontra o continente sul-americano. Outros seguem a corrente que defende que a divisória é feita pelo Canal do Panamá, e deste modo, o Panamá teria território em ambos os continentes americanos.  Geopoliticamente (i.e., não estritamente de um ponto de vista geofísico), o Panamá é habitualmente incluído na lista de países da América Central. Também (menos comum) pode ser colocada a fronteira entre as Américas como coincidindo na fronteira Costa Rica-Panamá, além de outras hipóteses ao longo do Istmo Panamiano.
Em algumas culturas, a América é considerado um único continente. Nestes contextos, a América do Norte e a América do Sul (e, às vezes, a América Central) são consideradas subdivisões do continente americano (subcontinentes), em vez de continentes em si.
Também deve ser destacado que os departamentos de ultramar da França (Guadalupe, Guiana Francesa e Martinica)  têm o mesmo estatuto que os departamentos metropolitanos (europeus), fazendo da França um país tecnicamente transcontinental.

## Ásia e Oceania

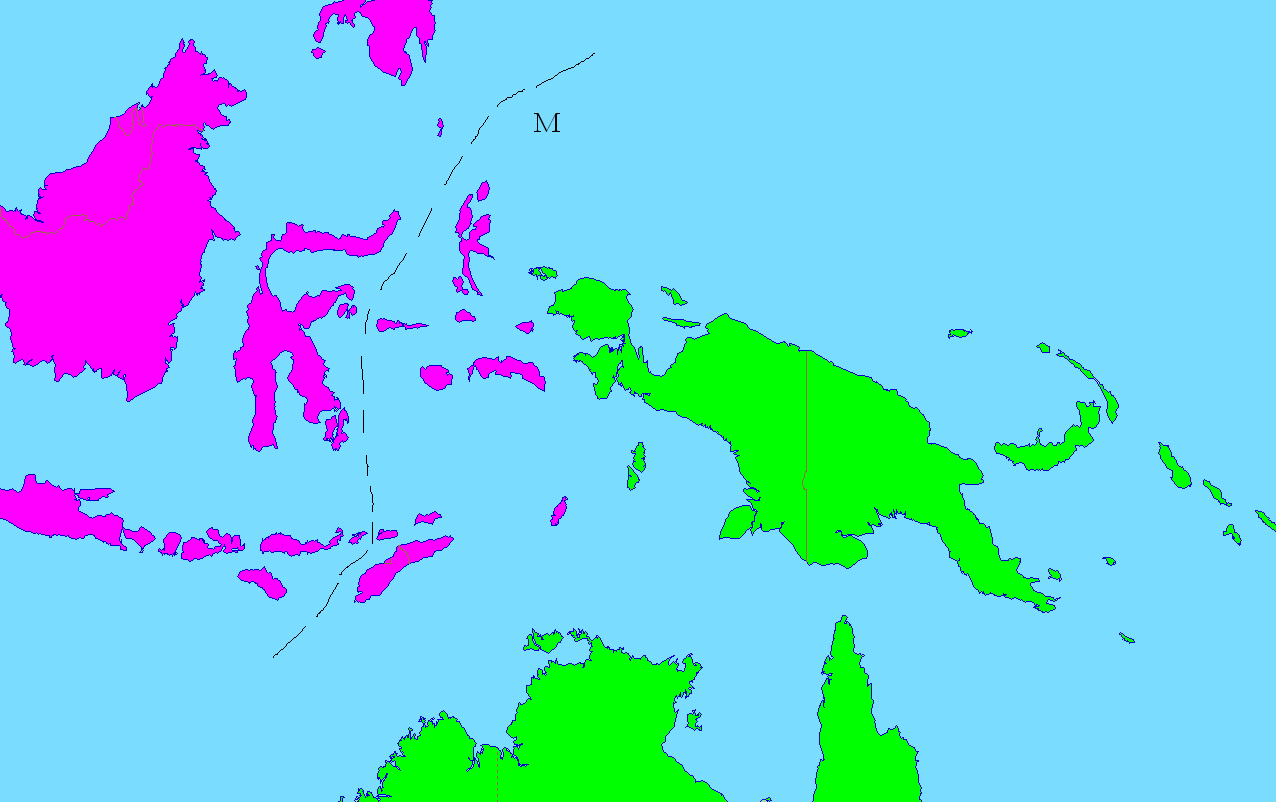
Verde - Oceania; rosa/cinza - Ásia; M - linha da Melanésia

A Indonésia é um grande arquipélago multicultural e transcontinental pertencendo à Ásia e à Oceania. A fronteira geológica (e zoológica) segue a linha de Wallace. Alternativamente pode dividir-se segundo a definição de Melanésia – de acordo com a cultura, língua, história, etc. – colocando mais território na Ásia (linha M no mapa). A Indonésia é hoje mais habitualmente referida como estado do Sudeste Asiático, e daí simplesmente asiática. Timor-Leste é por vezes colocado na Oceania (porque fica a leste da linha da Melanésia), mas as Nações Unidas colocam-no no bloco do "Sudeste Asiático".
A Oceania não é sempre vista como um continente; todavia, a Austrália é às vezes considerada continental. Por esse ponto de vista, a admissão do Havaí nos Estados Unidos em 1959 não teria tornado este país um país transcontinental.
Outros critérios podem aplicar-se para tomar os seguintes estados como tendo território na Oceania:
- Chile
- Indonésia
- Japão
- Estados Unidos

## Lista das nações geograficamente transcontinentais

### Ásia e Europa
- Armênia
- Azerbaijão
- Cazaquistão
- Chipre
- Geórgia
- Rússia
- Turquia

### Ásia e África
- Egito

### Ásia e Oceania
- Timor-Leste
- Indonésia